# MIDNIGHT 2 CALL
「MIDNIGHT 2 CALL」（ミッドナイト トゥー コール）は、シブがき隊の楽曲。作詞・作曲は、飛鳥涼の名義でASKAが担当。1984年5月5日にアルバム『純情元年五月五日” 〜LOVE from HONOLULU〜』に収録されて発売された。発売元はCBS・ソニー。シブがき隊への提供曲だが、布川敏和のソロ曲として収録された。後に1986年に発売された企画アルバム『5th Anniversary』にて、本木雅弘がカバーしている。

## カバー作品
- ルイ・フォン（呂方） ｢有一天你總會明白｣（香港、広東語）

## ASKAによるセルフ・カバー
「MIDNIGHT 2 CALL」（ミッドナイト トゥー コール）は、飛鳥涼（現：ASKA）の2枚目のシングル。1988年7月21日に発売された。発売元はポニーキャニオン。

### 背景
本作から飛鳥涼のソロとしては、CDで発売されたシングル。現在は廃盤となっている。
2曲ともアルバム『SCENE』に収録された。

## 収録曲
| 全作詞・作曲: 飛鳥涼。 |                              |           |            |                    |      |
| #                      | タイトル                     | 作詞      | 作曲・編曲 | 編曲               | 時間 |
| 1.                     | 「MIDNIGHT 2 CALL」          | 飛鳥涼    | 飛鳥涼     | 平野孝幸、澤近泰輔 | 4:24 |
| 2.                     | 「夢はるか」(原案：立松和平) | 飛鳥涼    | 飛鳥涼     | 十川知司           | 4:56 |
| 合計時間:              | 合計時間:                    | 合計時間: | 9:20       |                    |      |

## 楽曲解説
1. MIDNIGHT 2 CALL
昔別れた恋人が泣きながら電話してくるという設定の歌詞である[1]。
2. 夢はるか
テレビ朝日系報道番組『ニュースステーション』内の「街シリーズ」テーマソング。
当初立松和平がすべて作詞するはずであったが、書き上がってきた詞が散文詩の形であったため、ASKAが立松に承諾を貰い、立松の詞を元に作詞をすることになった[2]。

## 収録アルバム
国内盤
- SCENE (#1,#2)※#1はアルバム・ミックス
- ASKA the BEST Selection 1988-1998 (#1)※アルバム・ミックス
- SCENE I & II limited edition (#1,#2)※#1はアルバム・ミックス
- SCENE of SCENE 〜selected 6 songs from SCENE I,II,III〜 (#1)
- 君の知らない君の歌 (#1) ※セルフカバー
- Made in ASKA (#1)※セルフカバー

海外盤
- 飛鳥〜飛鳥涼作品集 (#2)
- Asian Communications Best (#1)